# 佐賀弁
日本語 > 九州方言 > 肥筑方言 > 佐賀弁
佐賀弁（さがべん）は、九州地方の佐賀県で話される日本語の方言である。九州方言の肥筑方言の一つ。狭義には佐賀市の方言を指すが、以下では佐賀県全域の方言を解説している。
佐賀県はかつて、長崎県とともに肥前国を形成していた。肥前・肥後（熊本県）・筑前筑後（福岡県西・南部）の方言をまとめて「肥筑方言」と言う。佐賀弁が他の肥筑方言と共通する特徴として、終助詞である「ばい」「たい」や逆接の「ばってん」、形容詞が「よか」のようになるカ語尾、主格助詞「の」、対格助詞「ば」などがあるが、佐賀県内を細かく見るとかつての藩の領域ごとに違いが見られる。

## 区画
佐賀県の方言は、南部の旧佐賀藩域（佐賀地区方言、狭義の佐賀弁）、北部の旧唐津藩域（唐津地区方言、唐津弁）、東部の旧対馬藩域（田代地区方言）に三分される。なお、佐賀地区は小城市以東の東部方言と西部方言に分かれる。
- 佐賀地区方言
  - 佐賀東部地区方言（小城市・佐賀市・神埼市・鳥栖市西部など）
  - 佐賀西部地区方言（多久市・白石町・鹿島市・嬉野市・武雄市・伊万里市南部など）
- 唐津地区方言（唐津市・伊万里市北部・玄海町）
- 田代地区方言（鳥栖市北部・基山町）

以下、「佐賀地区」（「佐賀東部地区」と「佐賀西部地区」）、「唐津地区」、「田代地区」とはこの区画の地域を指す。

## 発音
母音の無声化
佐賀弁は、他の九州の方言と同じく母音の無声化が盛んで、有声子音の前でも無声化することがある。
連母音融合
佐賀弁では連母音の融合が全般的に激しい。次のような融合が起こる。
1. [ai]は[yaː]になる　（例）きゃーもん（買い物）、じゃーこん（大根）柳川方言に接する地域などではeːになる。
2. [oi]は[eː]または[weː]になる。　（例）けー（鯉）、にうぇー（におい）
3. [ui]は[iː]になる。　（例）すぃーか・しーか（すいか）、きーもん（食い物）
4. [ei]は[eː]になることもあるが、そのままのことも多い。

また平安時代ごろに連母音[oo][ou][eu]だったものは共通語では[oː]になっているが、佐賀県をはじめ九州方言では[uː]になっている。
[例]いっしゅー（一升）、きゅー（今日）、うーか（多い）、うーかぜ（大風・台風）
促音化・撥音化
終止形が「る」で終わる動詞は、佐賀地区では促音化・引き音化が起こる。佐賀東部地区では語尾「る」は「とっ」（取る）、「あっ」（有る）のように促音化する。佐賀西部地区では、カ変・サ変・下二段動詞の場合は促音化し、五段・上一段動詞の場合は「とー」（取る）「おきー」（起きる）のように引き音（長音）に変わる。唐津地区や田代地区ではこれらが起こらず「有る」「起きる」のままである。
促音の後に濁音が来ることもある（例）「すっぎー」（すれば）。また名詞・動詞の最後のナ行音・マ行音が、撥音化することがある。動詞で撥音化が起こるのは佐賀東部地区が中心である。（例） いん（犬）、 こどん（こども）、あん（編む）、よん（読む）。
リ・レの変化
佐賀地区では、「り」が「い」になる。また、代名詞の「れ」も佐賀地区では「い」になり、唐津地区では「り」に、田代地区ではそり舌音の「る」になる。
[例] （佐賀地区）ほい（堀）、くすい（薬）、こい（これ）、あい（あれ）
[例] （唐津地区）こり（これ）、あり（あれ）
[例] （田代地区）こる（これ）、そる（それ）
リ・リャ・リュ・リョの変化
佐賀地区の高齢層を中心に、「り」が「じ」に、「りゃ」が「じゃ」に、「りゅ」が「じゅ」に、「りょ」が「じょ」になることがあり、またこの逆の変化も聞かれる。
[例] じんご（リンゴ）、じょーほー（両方）
古音
「せ」「ぜ」は本来「しぇ」「じぇ」と発音され、今も佐賀東部地区にその傾向が強い。中年層以下では「せ」「ぜ」と発音される。
[例] しぇんしぇー（先生）
佐賀地区の高齢層に四つ仮名の区別、つまり「じ」と「ぢ」、「ず」と「づ」の区別がある。また佐賀西部地区に合拗音クヮ、グヮがある。しかし、両者ともに急速に衰退が進んでいる。
ミ・ニの変化
佐賀東部地区では語頭以外の「み」「に」の子音が脱落して「い」になることがある。
[例] かがい（鏡）、あかおい（赤おに）
アクセント
佐賀県のうち、佐賀西部地区と小城市は頭高型と平板型の二種類の型を区別する二型アクセントである。それ以外の佐賀東部地区、唐津地区、田代地区は無アクセントである。

## 文法

### 動詞
動詞の活用の種類には五段活用、上一段活用、下二段活用、カ行変格活用（来る）、サ行変格活用（する）がある。「うくる」（受ける）、「づる」（出る）のように、九州方言では共通語の下一段活用動詞に対応する下二段活用が残存している。
他の九州方言と同じく佐賀弁でも一段・二段活用が五段活用に変わる傾向が強い。上一段活用の場合、「起きん・起きらん」（起きない）、「起きゅー・起きろー」（起きよう）、「起きろ・起きれ」（命令形）がそれぞれ併用されている。特に田代地区では命令形は「起きれ」のような「れ」語尾のみを用い、連用形まで「起きりきる」のように五段化が起こっている。下二段動詞は五段化せず、「受きゅー」（受けよう）、「受けた」、「受くる・受くっ」（受ける）、「受けろ」のようになるが、「づる」（出る）のように語幹が一拍のものは五段活用化する傾向が強い。
五段活用の動詞では、「て」「た」がついた場合の連用形音便のうち、ワ行五段はウ音便になる。また高齢層を中心に、マ行・バ行五段がウ音便に、サ行五段動詞がイ音便になる。イ音便とウ音便は前述の連母音融合によってさらに変化する。（例）ワ行五段ウ音便「かうた」→「こーた」（買った）、マ行五段ウ音便「あそうだ」→「あすーだ」（遊んだ）、サ行五段イ音便「はないて」→「はにゃーて」（話して）。また、丁寧形には「ます」を使い、高齢層では「まっすっ」が聞かれることもある。

### 形容詞・形容動詞
形容詞の終止形・連体形は、「赤か」「高か」のようなカ語尾を用いる。未然形には「あかかろー」（赤いだろう）のような形がある。連用形にはウ音便が起こり、「あこーなか」（赤くない）のように言うほか、「…て」に相当する部分を「して」と言う（例）「うれしゅーして」（嬉しくて）。また、形容詞の語幹に「さー」を付けて感動表現に用いる（例）「広さー」。形容動詞は形容詞との区別がほとんどなく、「立派か」（立派だ）、「立派かった」（立派だった）、「立派かろー」（立派だろう）、「りっぽーして」（立派で）のように活用する。ただし連用形では「立派に」のように「に」の付く形がある点は形容詞と異なる。

### 助動詞
断定
断定の助動詞（コピュラ）には、「じゃ・や」があるが、主に「じゃろー・やろー」「じゃった・やった」の形で使われる。「じゃ・や」をそのまま文の終止に用いることはなく、代わりに「ばい」「たい」を用いる。従属節でも「本けん」（本だから）のようにコピュラを介さず接続助詞を直接つけることが多いが、強調的な表現では「本やっけん」のように言うこともある。また、接続詞に「だけん」（そうだから）があるほか、唐津地区では名詞につく「だった」「だろー」も存在する。なお、佐賀県では「じゃろー・じゃった」が元々あった形だが、若い世代からは「やろー・やった」が広まっている。
否定
動詞の否定は、未然形に「ん」を付けて表す。過去否定には「行かんじゃった」（行かなかった）のような「んじゃった」や「んだった」（唐津地区）、「んやった」があり、「んやった」は若い世代に多い。
進行相と完了相
佐賀弁をはじめ、九州の方言では進行相と完了相を言い分ける。佐賀県では進行相には佐賀東部地区で「書きよっ」のように「よっ」、佐賀西部地区で「書きうぉー」のように「うぉー」（若年層は「よっ」「よー」が多い）、唐津地区・田代地区で「書きよる」「書きょる」のように「よる」「ょる」が使われる。完了相には、佐賀地域で「立っとっ」「立っとー」のように「とっ・とー」、唐津地域で「立っちょる」のように「ちょる」、田代地域で「立っとる」のように「とる」が用いられる。
[例]「ふいうぉー／ふっとー」（降っている。前者は進行相、後者は完了相）。
推量・様態
推量には「書くじゃろー・やろー」のような「じゃろー・やろー」が用いられ、唐津地区では「だろー」が用いられる。また、「降っらしか」「食うらしか」「効くらしか」のような「らしか」でも推量を表し、一部地域では「行こー」「起きゅー」という形でも推量を表す。また、様態を表すのに「ごたる」を用いる（例）「雨ん降っごたっ」（雨が降るみたいだ）。
可能表現
可能表現では、能力可能と状況可能で別の言い方をする。能力可能には、「ゆる」「きる」、状況可能には「るる・らるる」を用いる。「きる」は九州で広く使われ、「ゆる」は佐賀県・長崎県で使われる。「ゆる」と「きる」の勢力は同じくらいだが、次第に「きる」が増える傾向にある。
[例] （能力可能）「おいわ　かとーしても　きーゆっ」（僕は固くても食べられる。「食いゆる」が音変化して「きーゆっ」になっている）
[例] （状況可能）「もちの　かとーして　くわれん」（餅が固くて食べられない）
尊敬
尊敬を表す助動詞には「行きんさる」のような「んさる」（佐賀西部地区で「んさー」、佐賀東部地区で「んさっ」）が広く用いられる。また「んしゃる」（「んしゃー」「んしゃっ」）があり、若年層では命令形「んしゃい」だけがよく使われている。ほかに「なる」「す・さす」「しゃる・さっしゃる」「ござる」「やる」「る・らる」がある。

### 助詞
格助詞・副助詞
主格の格助詞には「の」と「が」が用いられるが、「の」の方が一般的である。「の」は「ん」に変化することが多い。準体助詞に、佐賀地区では「と」を用い、唐津地区や田代地区では「つ」を用いる（例）おいがと（俺のもの）。また対格（「を」に相当）には「ば」が用いられる。方向を表すのに、「さん」「さい」「さみゃー」などが広く用いられるほか、「に」も用いられるが、「に」は子音が脱落して「い」になり、さらに前の語と融合する（例）「はかちゃー」（←博多い←博多に）、「学校さん行く」（学校へ行く）。また行為の目標を示すのに、「ぎゃー」を用いる（例）「あそびぎゃーいく」（遊びに行く）。「と」に当たる引用を表す助詞には、「て」や「ち」を用いる。係助詞「は」は、「かわー」（川は）、「あみゃー」（雨は）のように前の語と融合し、前の語が撥音で終わる場合は「ほんな」（本は）のように「な」になる。また、限定・強調を表す「ばし」がある。
接続助詞
順接確定（から）を表す接続助詞には、「けん・けんが・けー・け」がある。逆接確定（けれども）を表す場合は、「ばって・ばってん・ばってんが」が広く用いられるほか、佐賀西部地区では「どん・いどん」も用いられる。また逆接「のに」にあたるものに「とこれ（ー）」「とけ（ー）」がある。接続助詞の「て」にあたるもの（「書いて」の「て」）には、佐賀地区で「て」を用い、唐津地区や田代地区で「ち」「て」両方を用いる。
仮定条件を表すのに佐賀弁では仮定形（「降れば」など）を用いず、佐賀地区で終止形接続の「ぎー・ぎ・ぎにゃー」や「ないば」を用い、田代地区で「ぎり・ぎりー」、唐津地区で「なら・なりゃー」を用いる。
[例]「あめん　ふっぎー　よかない」（雨が降ればいいねえ）
終助詞・間投助詞
代表的な文末助詞に「ばい」「たい」があり、名詞に直接付いて断定の助動詞の代わりにもなる。「ばい」の方が主観主張的な意味があり自己の判断を確認したりそれを穏やかに教示したりするのに使われるのに対し、「たい」の方は物事を自明のこととして訴える客観的容認的な意味がある。「ばい」の変種には「ばん」「ばんた」などがある。「たい」の変種には、佐賀西部地区に「たいえー・たいのー」、佐賀東部地区に「ちゃー・とー・てー」、唐津地区に「ちゃー」、田代地区に「たな」などがある。
終助詞と「あんた」「おまい」などの代名詞が複合してできたものが多くあり、呼びかけに用いられる（唐津などを除く）。「なー」と「あんた」のくっついた「なんた・なた」、「か」と「あんた」のくっついた「かんた」、「くさ」と「あんた」から「くさんた」、「ばい」と「あんた」からの「ばんた」、「たい」「あんた」からの「たんた」、「のー」「おまい」からの「のーまい・のまい」などである。
「ぞ」に相当するものには「ざい」があり、「じゃー・ざん・ぞー」などにもなる。また、「良かくさ」（いいさ。かまわないよ）のように用いられる「くさい・くさ」などもある。「行こう」「良かろう」のような推量・意志表現に付ける助詞（「よ」に近い）に「だい」があり、「だん・だー・だんた」などにもなる。
佐賀地区では、肯定の応答表現に高齢層が「ない」を用いる。唐津地区や田代地区ではこれを用いない。

### その他
特徴的な表現法として、擬音語・擬態語を3回続けるというのがある。
[例]「雨のざあざあざあ（で）降りよー」（雨がざあざあ降っている）

## 語彙
あ行
- 「あいなか」＝間（あいだ）。
- 「あがん」＝あの様に、あんなに
- 「あさん」＝あなた
- 「あせがる」＝慌てる、焦る。
- 「あったか」＝熱い。
- 「あったらか」＝もったいない。
- 「あばかん」＝（小さくて）入りきらない。
- 「ありゃ」＝しまった。
- 「あんじゃいもん」＝兄者＝お兄さん。
- 「あんたがた」＝あなたの家。
- 「いげ」＝刺
- 「いたてくっ」＝行ってくる。
- 「いっちょく」＝放っておく。
- 「いーちょ(しょ)これ」＝(冷たい物を浴びた時の感嘆詞)
- 「いっちょん」＝全然、まったく。
- 「いさぎな」＝程度がはなはだしい。「いさぎな（すごい量の）荷物」「いさぎな（とても強い）風」
- 「うーしかつ」＝適当な。大雑把な。（ものに対して）
- 「うーまん」＝適当な。大雑把な。（行動に対して）
- 「うっかんがす」＝壊す、だめにする。「うっかんげた（壊れた）、うっかんげる（壊れる）」。「うっこんがす」とも言う。
- 「うったくっ」＝打ち付ける
- 「うてあう」＝相手にする。構う。
- 「うらんしか」＝うらめしい。気味が悪い。
- 「うるさか」=うるさい。騒がしい。
- 「うんにゃ（いんにゃ）」＝違う。いや。
- 「えすか」＝怖い。恐ろしい。「がばい えすか（すごく 怖い）」
- 「〜えん」＝〜できない。「読みえん(読めない）」
- 「おい」＝俺。
- 「おいどん」＝俺たち。
- 「おいなっ」＝おられる、いらっしゃる。
- 「おーどか」＝悪戯だ。落ち着きがない。
- 「おーどぼー」＝悪餓鬼。
- 「おっちゃくっ」＝落ちる。
- 「おとーろしか」＝恐ろしい、恐い。
- 「おふたか」＝重たい。重い。
- 「おめく」＝叫ぶ、大声を上げる。
- 「おらす」＝おられる、いらっしゃる。
- 「おらっさん」＝おられない、いらっしゃらない。
- 「おらぶ」＝叫ぶ。
- 「おろほんぽ」＝あまり良くない。得意でない。
- 「おろよか」＝ボロい。壊れやすい。古い。
- 「おんさ(しゃ)ー」＝おられる、いらっしゃる。
- 「おんさらん(されん、しゃれん(県南西部))」＝おられない、いらっしゃらない。

か行
- 「かずむ」＝嗅ぐ。
- 「かせ(しぇ)すっ」＝手伝う。
- 「かたる」＝仲間に入る。混ざる。参加する。
- 「がちゃすっ」＝ぶつかる。カブる。
- 「かつがつ」＝少しずつ。
- 「かにゃ」＝かな？(疑問形の語尾)
- 「がね」＝カニ。「がね漬け、がん漬け（カニの塩辛、すり潰し）」
- 「がばい、がらい、がい」＝後述
- 「かやす」＝返す。
- 「からう」＝背負う。「ややばからう（赤ちゃんをおんぶする）」
- 「がん、こがん」＝このように。「がん行ってがん行ってがん行っぎ着くです。（こう行ってこう行ってこう行くと着きます）」
- 「かんた」＝ですか。
- 「きたんぶらしか、きしゃんぶらしか」＝汚ならしい。
- 「きのどっか」＝気の毒だ、申し訳ない。
- 「きびる」＝結ぶ。（紐などを）
- 「ぎゃーけ」＝病気。特に風邪。
- 「きゃーなえる」＝疲れる。
- 「〜きらん」＝〜できない。
- 「～ぎんた」「ぎ」＝〜たら。〜なら。
- 「きんぱんじゃー」＝綺麗好き。潔癖。
- 「く～」＝とても。すごく。
- 「〜くさ」＝語尾の強調。〜に決まっている。さ。だよ。
- 「くちなわ」＝青大将。
- 「くるっ」＝(物を）あげる。与える。
- 「けつかいよっ」＝「なんしてけつかいよっと？」のように、何してくれてるんだ!と怒るときにつかう。
- 「けったくい」=自転車。
- 「〜けん」＝だから。ので。
- 「ごいごいごい」＝どんどん。がんがん。ひたすら。
- 「こすか」＝ずるい。けち。
- 「ごっかぶい」＝ごきぶり。
- 「ごちゃー」＝身体。
- 「こちょばいか」＝くすぐったい。
- 「ごっとい」＝いつも。
- 「こま(ん)か」＝小さい。
- 「こゆっ」=太る（肥える）。
- 「(ひっ)こわる」＝筋肉痛になる。疲れる。

さ行
- 「ざっとなか」＝楽ではない。大変だ。
- 「さばくっ」＝（仕事などが）捗る。
- 「さるく」＝歩き回る。ほっつき歩く。うろつく。うろつきまわる。「さらく」「さろく」とも言う。
- 「しかぶっ」＝漏らす。粗相する。
- 「しぎー（しぎん）のする」＝長い時間の正座や頬杖で、足や手が痺れている状態。
- 「〜しこ(ろ)」＝〜だけ。「しーたしこ（好きなだけ)」
- 「じご」＝内臓
- 「〜したん（ひたん）」＝〜の人が
- 「しゃあばい、しゃーびゃー」＝世話。心配。
- 「〜しゃ」＝そうに。「きつしゃしよっ（辛そうにしている）」
- 「しゃー」＝菜、おかず　「きゅうのしゃーはきゃーのしゅう（今日のおかずは貝の（味噌）汁）」
- 「じゃい」＝だか。(だいじゃいきなった（誰だか来られた）」「なんじゃい(なんだか、何か)」
- 「しゃが」＝さえすれば。「わがしゃいよければよか（自分さえ良ければいい）」
- 「しゃっぱ」＝しゃこ。
- 「じゃーこん」＝大根。
- 「じゃーしん」＝来年。
- 「しゃれぼー」＝お洒落な人。
- 「しゃれこくい」＝攻めたお洒落をしてる人（嘲笑の意含む）
- 「じゅっくい」＝びしょびしょに（濡れる）
- 「しゅーごとなか」＝したくない。
- 「じゅったんぼ」＝水たまり。
- 「じょーけんなか」＝腑に落ちない。
- 「しょて」＝最初。当初。
- 「じょうとう」＝上等＝できが良い。優秀。
- 「しるっ」＝見える。
- 「しれん」＝見えない。
- 「すーすーすっ」＝冷たい風が吹いて寒い。
- 「すったんたぎする」=沸騰する。熱すぎる。
- 「すっぱい」＝すっきり。すべて。「前髪ば切って-したね。（前髪を切ってすっきりしたね。）」「-片付けなった（すべて片付けられた。）」
- 「すだまっ」＝滴れる。滴る。
- 「すらごと」「うっさごと」＝そらごと＝嘘。虚言。絵空事。
- 「ずっ」＝出る。
- 「ずんだれ」＝（ズボンなどが）ずり落ちている。だらしがない。
- 「せからしか」＝①しつこい。うざったい。②めんどくさい。複雑。③うるさい。
- 「せつなか」＝狭い。窮屈だ。
- 「そいぎ(んた)」＝それじゃあ。そしたら。それでは。＝さようなら。それならば。
- 「ぞうたんのごと(ごた)」＝ぞうだん(冗談)の、ごと(ようだ)＝馬鹿らしい。冗談じゃない。
- 「そうつく」＝うろつく。
- 「そがん(そぎゃん)」＝そんな。そのような。「―ことなかばい(そんなことはないよ)」
- 「そずっ」＝擦り切れる。ぼろくなる。
- 「ぞろびく」＝引きずる。

た行
- 「だー！」＝あー、もう！
- 「たいて」＝大抵＝相当。随分。
- 「だいでん」＝誰でも。みんな。
- 「たいがいぶん(ちゃーぎゃーぶん)」＝大体、適当。いい加減。「-にせんぎがらるっばい（いい加減にしないと怒られるよ）」
- 「たぎっ」＝沸騰する。
- 「ちかっと」＝ちょこっと。少し。
- 「ぢくーか」＝変な。
- 「ちゃーがつか」＝かっこ悪い。恥ずかしい。
- 「ちょいちょーい」＝（嘲り笑う際の感嘆詞)
- 「ちょんか」＝奇妙。
- 「つ」＝かさぶた。
- 「つーつらつー」＝すらすらと。さっそうと。
- 「つくら」＝ふところ。
- 「づくにゅー」＝あたま。
- 「つんのうて」＝ついて行く。
- 「できん(でけん)」＝いけない。ダメ。
- 「てまぜ」＝手遊び。
- 「てれーてれ」＝チンタラ。
- 「てれーっとすっ」＝ボーッとする。チンタラする。
- 「〜てろ」＝とか(言う)。
- 「〜でん」＝でも。であっても。「どいでん（どれでも)」
- 「どがん」＝どう、どの様に「－する？（どうする？）、－行く？（どの様に行く？）」
- 「どがしこ」＝どれだけ。
- 「とけ」「とこれ」＝なのに。
- 「とっとっと」＝1.「取っているの？（保持しているの）」または2.「取っている（保持している）」という意味。　　1.は最後があがり調子で、2.は平坦であることから、アクセントで使い/聞き分ける。
- 「ととしか」＝不器用だ。不注意な。
- 「とーぜん（とぜん）なか」＝退屈。つまらない。寂しい。（徒然草の「徒然なるままに～」のような古語の名残とみられる。）
- 「とんこずく」＝調子に乗る。（本来の意味は、小さな子供がぴょんぴょん跳ねる）
- 「どっくー」＝大きいカエル。ガマガエルは「がまどっくー」などと言う。該当種：トノサマガエル♀。
- 「どっぺすっ」＝（食べ過ぎて）気持ちが悪い。
- 「とえる、とゆっ」＝干していた洗濯物を部屋に入れる。

な行
- 「なーい」＝はい。
- 「なおす」＝元のところに戻す。収納する。
- 「なごーなっ」＝横になる。長くなる。
- 「なし(て)」＝なぜ。どうして。
- 「なんかかる」＝（壁などに）もたれ掛かる。
- 「なんでんかんでん」＝なんでもかんでも。
- 「にき」＝〜ら辺。〜の辺り。
- 「ぬっ」＝寝る。
- 「ぬっか」＝暑い。「ぬっかなたー(暑いですね)」
- 「ねふたか」＝眠い。眠たい。
- 「ねまる」＝腐る。
- 「～のごと」「～のごつ」＝～みたいに。～のように。
- 「のーなかす」＝無くす。
- 「のーなっ」＝無くなる。
- 「のぼせとっ」＝ふざけている。つけあがっている。
- 「のみかた」＝飲み会。宴会。
- 「にとはっしゅ」＝「バカ」「あほ」などの意味。

は行
- 「〜ば」＝〜を。
- 「ばがいか」＝歯がゆい。悔しい。
- 「ばさらか」＝とても。多い。雑だ。
- 「ばってん」＝けれど。
- 「ばらい(べらい)」＝とても。すごく。超。
- 「～ばらん(なん)」＝～しなければならない。「せんばらん（しなければならない）、行かんばらん（行かなければいけない）」
- 「はわく」＝掃く。
- 「ばん(た)」「ばい」＝ですよ。
- 「ひけしか」＝臆病。
- 「びっきー」＝小さいカエル。該当種：アマガエル、ツチガエル♂。
- 「ひっこげる」＝壊れる。
- 「ひっとずっ」＝飛び出る。「シャツのひっとでとっよ（シャツが飛び出てるよ）」「道にひっとずっぎ危なか（道に飛び出すと危ないよ）」
- 「ひやか」＝寒い、冷える。
- 「ふうけもん」＝馬鹿者。
- 「ふうけたれ」＝馬鹿たれ。
- 「ふうけとっ」＝ふざけている。馬鹿げている。
- 「ふとか」＝背が高い。（物や体が）大きい。
- 「へんなか」＝変だ。
- 「ぼいする」=底がわれる。
- 「ほげる」「ほぐっ」＝開く（あく）。「靴下に穴んほげとっ（穴が開いている）」
- 「ぼすと」＝勢い良く。
- 「ほたっ」＝「ほたいなぐる(ほうりなげる)」のように使い、放る、投げるの意味。
- 「ほとめく」＝もてなす。
- 「ほんな」＝そんな。本当の。「ほんなごてー？（本当のこと？）」

ま行
- 「まぁだ」＝まだ
- 「まちなんか」＝待ち遠しい。
- 「み（む）ぞーか」＝可愛い。愛らしい。
- 「み（む）ぞがる」＝可愛がる。
- 「みたんなか」＝みっともない。
- 「〜みゃー」＝〜まい。ないだろう。「あさんは知らんみゃー（あなたは知らないだろう）」
- 「むーらしか」＝蒸し暑い。
- 「めんちょ」＝メス。
- 「めんめん」＝各々、各自。
- 「もー」＝おしりを向けるの意味。「もーして（おしりをこっちに向けて）」
- 「ももど」＝太もも
- 「もるっ」＝（もち米などが）蒸しあがる。

や行
- 「やーらしか」＝愛らしい。かわいい。
- 「やおいかん」＝大変だ。きつい。難しい。
- 「やぐらしか」＝鬱陶しい。うるさい。
- 「～やん」＝～じゃん。
- 「ゆうゆう」＝ようやく。
- 「〜ゆっ」＝〜できる。「読みゆっ(読める)」
- 「ないよっ、（よいなっ）」＝「〜していらっしゃる」
- 「よか」＝いい。
- 「よかんばい（びゃー）」＝良い塩梅。いい具合。ちょうど良い。
- 「よーけ」＝大量に。多く。
- 「よそばしか（よそわしか）」＝きたない。気持ち悪い。信じられない。
- 「よめくさん」＝お嫁さん。
- 「よろいすっごと」＝目眩がするほどに
- 「よんにゅー」＝余計に。たくさん。いっぱい。

わ行
- 「わい」＝おまえ（「俺」という意味ではない。）
- 「わーが」＝自分の。お前の。
- 「〜んしゃい」＝〜なさい。
- 「〜んば」＝〜なければ(いけない)。

### 「がばい」
「がばい」は、島田洋七の小説である『佐賀のがばいばあちゃん』によって全国的に知られるようになった佐賀弁の単語である。同書のタイトルでは、「がばい」が形容詞の「すごい」に相当する意味で使われ、同書が有名になるにつれてそのような用法が広まったが、本来「がばい」は程度を表す副詞で「とても」や「すごく」に相当する。なお、佐賀弁で古くから使われてきた「とても」や「すごく」にあたる副詞は「こー」もしくは「くぅー」であり、「がばい」の使用は比較的新しい。また「がい」「ごい」「ぼい」などとも言う。

## 佐賀弁に関連した人物・作品など
- 松本亀次郎
- ヒーマン
- よしのがり牟田
- 佐賀のがばいばあちゃん（前述）
- ソフトボーイ
- 47都道府犬 -  2011年に声優バラエティー SAY!YOU!SAY!ME!内で放映された短編アニメ。郷土の名産をモチーフにした犬たちが登場する。佐賀県は伊万里焼がモチーフの佐賀犬として登場し、「有田焼ばい」などと話す。声優は、佐賀県出身の井上剛が担当している。
- ユーリ!!! on ICE
- ゾンビランドサガ

## 著名な話者
- 江頭2:50 - 神埼市（旧千代田町）。江頭はメディアでは基本的には使用しないが、佐賀東部地区方言由来の無アクセントが抜けない。代表ギャグ「がっぺむかつく」の「がっぺ」は同方言由来である。